# Паун Савов
Паун Иванов Савов е български политик, кандидат-член на ЦК на БКП.

## Биография
Роден е на 5 декември 1914 г. в пазарджишкото село Лесичево. Член на РМС от 1931 г. От 1930 г. учи в Пазарджишката смесена гимназия, но поради липса на средства се прехвърля да учи в Морската специална школа във Варна. От там е изключен през 1932 г. и се завръща в родното си село. Подновява своето членство в РМС, но не е активен. От 1936 г. е секретар на РМС в селото и става член на БКП. От 1940 до 1943 г. последователно е отговорник на група и секретар на БКП в селото. През 1943 г. става отговорник на бойна група, за което е арестуван и осъден на доживотен затвор. От 1944 до 1945 г. е секретар на партийната организация в родното си село. Между 1945 и 1946 г. е инструктор в ОК на БКП в Пазарджик. На следващата година става член-делегат на РКС. От 1947 до 1948 г. е инспектор при Държавния контрол и председател на Контролната комисия при ОК на БКП в Пазарджик. През 1949 г. става член на Околийския комитет на БКП в Пазарджик, както и завеждащ отдел „Селскостопански“. През 1950 г. е преназначен за завеждащ същия отдел, но в Окръжния комитет на БКП в Пловдив. На следващата година започва да учи в партийна школа. От 1951 до 1954 г. е първи секретар на Околийския комитет на БКП в Пазарджик. Между 1959 и 1971 г. е секретар на Окръжния комитет на БКП в Пазарджик. От 19 ноември 1966 до 25 април 1971 г. е кандидат-член на ЦК на БКП. В периода 25 април 1971 – 5 април 1986 г. е член на Централната контролно-ревизионна комисия на БКП. С указ № 4314 от 4 декември 1984 г. е обявен за герой на социалистическия труд. Награждаван е още с ордените „Народна свобода 1941 – 1944 г.“ – II ст., „9 септември 1944 г.“ – I ст., „Народна република България“ – II и III ст. и други.